# Cortinarius durus
Cortinarius durus är en svampart som beskrevs av P.D. Orton 1960. Cortinarius durus ingår i släktet Cortinarius och familjen spindlingar.  Arten är reproducerande i Sverige. Inga underarter finns listade i Catalogue of Life.